# Основна школа
Основна школа је школа коју ученик похађа као прву школу. Делатност основног школства обухвата васпитање и обавезно школовање, друге облике школовања деце и омладине и школовање одраслих особа. Сврха основног школства је да ученику омогући стицање знања, појмова, умећа, ставова и навика потребних за живот и рад или даље школовање.
Међународна стандардна класификација образовања разматра основно образовање као једну фазу у којој су програми типично дизајнирани да обезбеде основне вештине у читању, писању и математици и да успоставе чврсту основу за учење. Ово је ISCED ниво 1: Основно образовање или прва фаза основног образовања.

## Поређење кохорти
У свету енглеског говорног подручја постоје три широко коришћена система за описивање узраста детета. Први је „еквивалентни узраст“, затим земље које своје образовне системе заснивају на „енглеском моделу“ користе једну од две методе за идентификацију групе година, док се земље које своје системе базирају на „америчком моделу К–12“ односе на њихове групе узраста као „оцене”. Канада такође следи амерички модел, иако се њени називи за групе узраста стављају као број после разреда: на пример, „разред 1“ у Канади, уместо „први разред“ у Сједињеним Државама. Ова терминологија се користи и у истраживачкој литератури.
У Канади, образовање је покрајинска, а не савезна одговорност. На пример, провинција Онтарио је такође имала „разред 13“, дизајниран да помогне ученицима да уђу у радну снагу, или даље образовање, али је то постепено укинуто 2003. године.
| Еквивалентни узрасти   | 4–5            | 5–6              | 6–7            | 7–8        | 8–9        | 9–10       | 10–11      |
| ---------------------- | -------------- | ---------------- | -------------- | ---------- | ---------- | ---------- | ---------- |
| УС (оцене)             | Пре обд.       | K                | 1              | 2          | 3          | 4          | 5          |
| Ирска                  | Млађа дојенчад | Старија дојенчад | 1. класа       | 2. класа   | 3. класа   | 4. класа   | 5. класа   |
| Енглеска (форме)       | Пријем         | Дојенчад         | Вршна дојенчад | Јуниор 1   | Јуниор 2   | Јуниор 3   | Јуниор 4   |
| Енглеска (година)      | R              | 1                | 2              | 3          | 4          | 5          | 6          |
| Енглеска (кључна фаза) | EYFS/FS        | KS1              | KS1            | KS2        | KS2        | KS2        | KS2        |
| Јамајка                | Пре обд.       | К-1              | Разред 1       | Разред 2   | Разред 3   | Разред 4   | Разред 5   |
| ISCED ниво             | 0              | 1                | 1              | 1          | 1          | 1          | 1          |
| Индонезија             | TK A           | TK B             | SD Kelas 1     | SD Kelas 2 | SD Kelas 3 | SD Kelas 4 | SD Kelas 5 |

| Еквивалентни узрасти   | 11–12      | 12–13       | 13–14       | 14–15       | 15–16        | 16–17        | 17–18        |
| ---------------------- | ---------- | ----------- | ----------- | ----------- | ------------ | ------------ | ------------ |
| САД (оцене)            | 6          | 7           | 8           | 9           | 10           | 11           | 12           |
| Ирска                  | 6. класа   | 1. година   | 2. година   | 3. година   | 4. година    | 5. година    | 6. година    |
| Енглеска (форме)       | Први       | Други       | Трећи       | Четврти     | Пети         | Нижих шест   | Горњих шест  |
| Енглеска (година)      | 7          | 8           | 9           | 10          | 11           | 12           | 13           |
| Енглеска (кључна фаза) | KS3        | KS3         | KS3         | KS4         | KS4          | KS5          | KS5          |
| Јамајка (форме)        | Прва       | Друга       | Трећа       | Четврта     | Пета         | Нижих шест   | Виших шест   |
| Јамајка (оцене)        | 7          | 8           | 9           | 10          | 11           | 12           | 13           |
| ISCED ниво             | 2          | 2           | 2           | 3           | 3            | 3            | 3            |
| Индонезија             | SD Kelas 6 | SMP Kelas 7 | SMP Kelas 8 | SMP Kelas 9 | SMA Kelas 10 | SMA Kelas 11 | SMA Kelas 12 |

### Основне школе
У већини делова света, основно образовање је прва фаза обавезног образовања и обично је доступно бесплатно, али га могу понудити и независне школе које наплаћају накнаду. Термин градирана школа се понекад користи у САД, иако се и овај термин и елементарна школа могу односити на првих осам разреда, другим речима основно образовање и ниже средње образовање.
Термин примарна школа је изведен из француског école primaire, који је први пут употребљен у једном енглеском тексту 1802. године. У Уједињеном Краљевству, „основно образовање“ се предавало у „основним школама“ до 1944. године, када је предложено бесплатно основно образовање за ученике старије од 11 година: требало је да постоје основне основне школе и основне средње школе; оне су постале познате као основне школе; школе и средње школе.
- Примарна школа је преферирани термин у Уједињеном Краљевству, Ирској и многим земљама Комонвелта, као и у већини публикација Организације Уједињених нација за образовање, науку и културу (UNESCO).[10]
- Елементарна школа је и даље преферентни назив у неким земљама, посебно у Сједињеним Државама и Канади.

### Елементарне школе
Иако се често користи као синоним, „основна школа“ има специфична значења на различитим локацијама.
- Елементарне школе познате и као интернати су први пут основане у Енглеској и Велсу 1870. Форстеровим законом (Закон о основном образовању из 1870. године).[11] Већина ових школа су постале елементарне школе током касних 1940-их, након историјског компромиса у Закону о образовању из 1944. године.
- Елементарна школа (Сједињене Америчке Државе): први пут су промовисане 1647. у колонији Масачусетс Беј.[12] Данас тренутно постоји око 92.858 елементарних школа (68.173 јавних, 24.685 приватних).[13] У Сједињеним Државама, елементарне школе обично имају шест разреда са ученицима узраста између 5 и 11 година.[14] Закон о основном и средњем образовању из 1965. је осмишљен да финансира основно и средње образовање.[15] Такође је наглашен једнак приступ образовању и успостављени су високи стандарди и одговорност.[16]
- Елементарне школе у Јапану су први пут основане 1875. године.[17] У Јапану се узраст ученика у основној школи креће од 6 до 12 година, након чега ученици полазе у јуниорску средњу школу.

## Теоријски оквир пројектовања основне школе
Пројектовање школских зграда се не дешава изоловано. Зграда (или школски кампус) обухвата:
- Садржај наставног плана и програма
- Наставне методе
- Трошкови
- Образовање у политичким оквирима
- Коришћење школске зграде (такође у окружењу заједнице)
- Ограничења која намеће сајт
- Филозофија дизајна

Свака земља има својеврстан образовни систем и приоритете. Школе требају да приме ученике, особље, складишни простор, механичке и електричне системе, помоћно особље, и администрацију. Број потребних просторија може се одредити из предвиђеног распореда школе и потребне површине.
Према стандардима који се користе у Уједињеном Краљевству, општа учионица за 30 ученика пријемног разреда или бебе (кључна фаза 1) треба да има 62 m², односно 55 m² за јуниоре (кључна фаза 2). Дати су примери о томе како се ово може конфигурисати за основну школу од 210 места са припадајућим вртићем од 26 места и двоспратну основну школу од 420 места са вртићем од 26 места.

## Разреди и предмети
Прва четири разреда ученике у већини предмета подучава учитељ, који је уједно и разредни старешина. Предмети су: српски језик, енглески језик, математика, свет око нас (први и други разред), природа и друштво (трећи и четврти разред), музичка култура, ликовна култура, физичко и здравствено образовање, изборни предмет (веронаука или грађанско васпитање), други изборни предмет (трећи и четврти разред) (чувари природе, од играчке до рачунара или народна традиција).
Друга четири разреда, ученици добијају новог разредног старешину и посебне наставнике за сваки предмет. Предмети су: математика, српски језик, енглески језик, биологија, географија, историја, ликовна култура, музичка култура, техника и технологија, физичко и здравствено образовање, информатика и рачунарство, први изворни предмет (веронаука или грађанско васпитање), други страни језик, физика (од 6. разреда), хемија (од 7. разреда).